# Andrea Plazzi
Andrea Plazzi (Bologna, 1962) è un traduttore, saggista e editor italiano, attivo in campo fumettistico per la Panini Comics, noto soprattutto per la sua consulenza per le opere di Leo Ortolani.

## Carriera
Laureato in matematica, già dal 1977 lavora nel mondo dei fumetti e dal 1989 si occupa anche della loro traduzione. Tra le sue collaborazioni ci sono le riviste Fumo di china (della quale è anche uno dei fondatori), Scuola di fumetto, IF, Sette e l'iniziativa  I Classici del fumetto di Repubblica. È stato anche uno dei fondatori della defunta casa editrice Punto Zero.

### Collaborazione con Leo Ortolani
(Frase con la quale Plazzi chiude l'editoriale di apertura di ogni numero di Rat-Man)

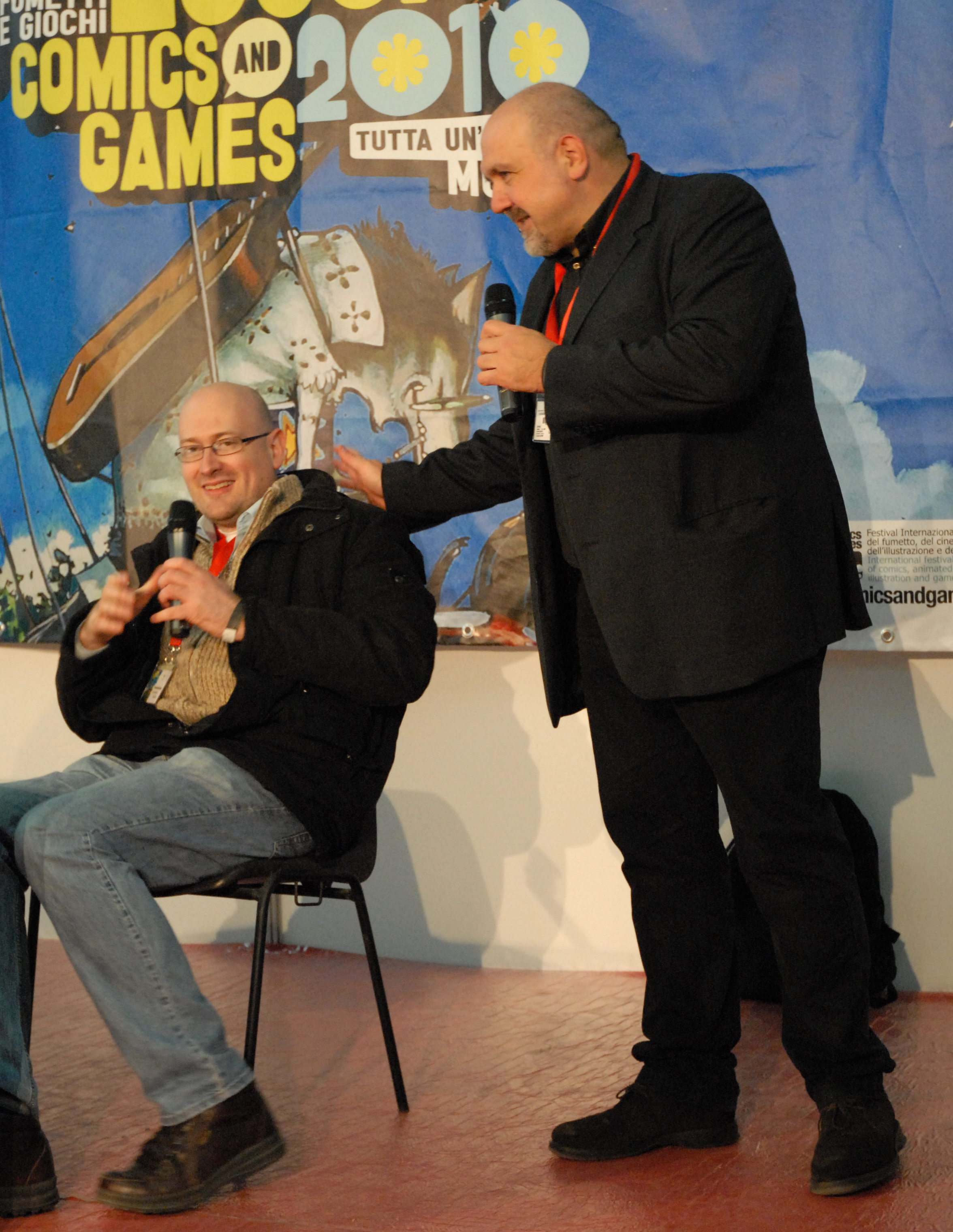
Andrea Plazzi e Giovanni Russo allo Showcase, in apertura di Lucca Comics&Games 2010

Andrea Plazzi è dal 1997 il curatore di tutte le serie di Leo Ortolani (da cui era già conosciuto per essere uno tra i primi traduttori del suo fumetto preferito, i Fantastici Quattro) pubblicate dalla Panini Comics (Rat-Man in primis), incarico che ha creato un certo feeling tra i due autori, tanto che Plazzi appare molto spesso sia nel fumetto di Rat-Man (particolarmente importante il suo ruolo nella cosiddetta Quadrilogia di Dio nei nn. 41-44 o nello speciale Il Signore dei Ratti in cui interpretava l'ubiquo Sovrintendente Plazzus) sia nella serie animata (quasi sempre come cameo sullo sfondo), molte volte preso in giro per la sua stazza robusta. Nella serie animata, in particolare, compare come cameo in tutte le puntate tranne "Il silenzio dei ratti"; nella puntata finale, "Risparmio e fantasia", è il personaggio principale, con il nome di "Mr. P".
Da parte sua Plazzi ha definito Ortolani «il più grande autore Marvel vivente» e ha scritto il saggio Leo Ortolani - Cuore di Rat-Man per la Coniglio Editore nell'ottobre 2004.